# Olympische Sommerspiele 1952/Kanu – Zweier-Canadier 10.000 m (Männer)
Der Wettkampf im Zweier-Canadier über 1000 Meter bei den Olympischen Sommerspielen 1952 wurde am 27. Juli auf der Regattastrecke des Soutustadion bei Helsinki.
Da es insgesamt nur 9 teilnehmende Boote gab, bestand der Wettkampf über 10.000 Meter nur aus dem Finale. Der Titel ging an das französische Duo Georges Turlier und Jean Laudet.

## Ergebnisse
| Rang | Nation             | Athleten                                        | Zeit        |
| ---- | ------------------ | ----------------------------------------------- | ----------- |
| 1    | Frankreich         | Georges Turlier Jean Laudet                     | 54:08,3 min |
| 2    | Kanada             | Kenneth Lane Donald Hawgood                     | 54:09,9 min |
| 3    | BR Deutschland     | Egon Drews Wilfried Soltau                      | 54:28,1 min |
| 4    | Sowjetunion        | Walentin Orischtschenko Nikolai Perewostschikow | 54:34,6 min |
| 5    | Vereinigte Staaten | John Haas Frank Krick                           | 54:42,5 min |
| 6    | Tschechoslowakei   | Bohuslav Karlík Oldřich Lomecký                 | 55:10,9 min |
| 7    | Ungarn             | Ernő Söptei Róbert Söptei                       | 55:35,3 min |
| 8    | Schweden           | Rune Blomqvist Harry Lindbäck                   | 55:41,3 min |
| 9    | Finnland           | Jorma Kulo Teppo Salmisaari                     | 56:28,2 min |

## Weblink
- Ergebnisse